# 气候模型

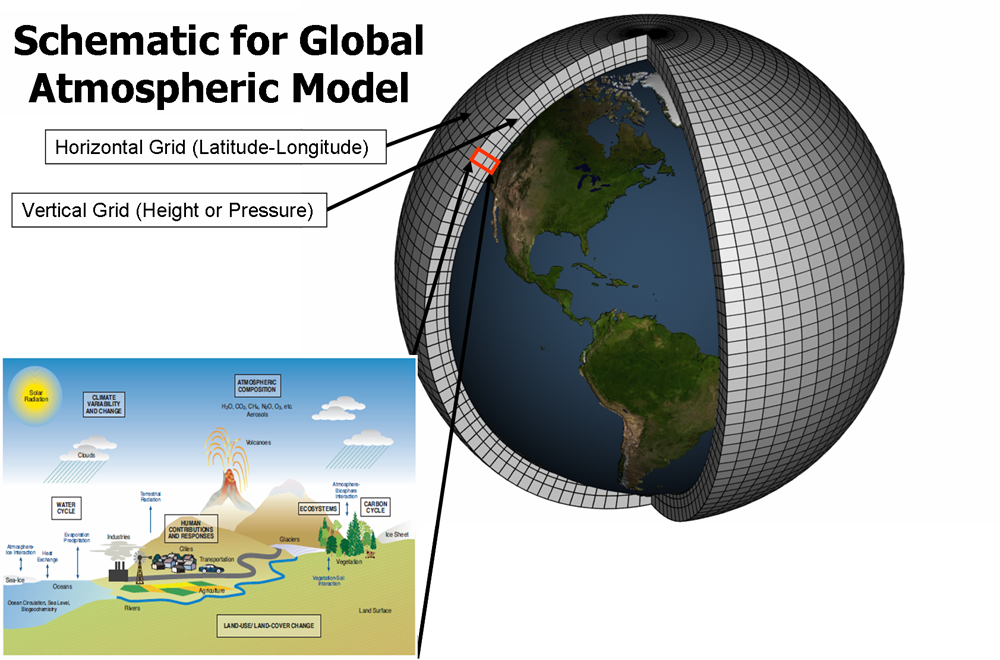
气候模型是基于物理、流体运动和化学基本定律的微分方程系统。为了“运行”一个模型，科学家们将地球划分为一个 3 维网格，应用基本方程并评估结果。大气模型计算每个网格内的风、热传递、辐射、相对湿度和地表水文，并评估与相邻点的相互作用。

数值气候模型使用定量方法来模拟重要气候驱动因素的相互作用，包括大气、海洋、地表和冰雪。它们被广泛应用于气候系统动力学研究和未来气候预测。气候模型可以是定性（即非数值）模型，也可以是对未来气候的预测，主要是描述性的。 
定量气候模型将来自太阳的入射能量视为短波电磁辐射，主要是可见光和短波（近）红外线，以及出射的长波（远）红外线电磁辐射。不平衡会导致温度变化。定量模型的复杂性各不相同。例如，一个简单的辐射传热模型将地球视为一个点并平均输出能量。这可以垂直扩展（辐射对流模型）和/或水平扩展。耦合的大气-海洋-海冰全球气候模型解决了质量和能量转移以及辐射交换的完整方程。此外，其他类型的建模可以在地球系统模型中相互关联，例如土地利用，使研究人员能够预测气候和生态系统之间的相互作用。

## 箱形模型

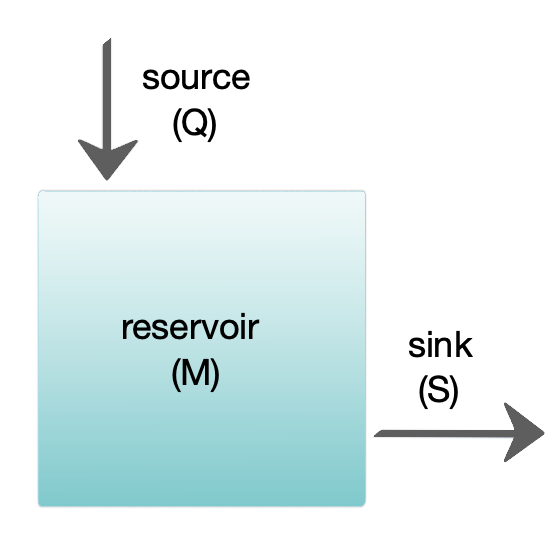
用于说明地球化学循环中通量的简单箱形模型示意图，显示源(Q) 、汇(S)和储层(M)

箱形模型是复杂系统的简化版本，将它们简化为由通量连接的箱子（或水库）。假设这些箱子是均匀混合的。因此，在给定的箱子内，任何化学物质的浓度都是均匀的。然而，由于箱子的输入（或损失）或箱内该物种的生产、消耗或腐烂，给定箱子内化学物质的丰度可能随时间变化。
简单的箱形模型，即具有少量特性（例如它们的体积）不随时间变化的箱子的箱形模型，通常可用于导出描述物种的动态和稳态丰度的分析公式。更复杂的箱形模型通常使用数值技术来解决。
箱形模型广泛用于模拟环境系统或生态系统以及海洋环流和碳循环的研究。 它们是多室模型的实例。

## 零维模型
地球辐射平衡的一个非常简单的模型是
{\displaystyle (1-a)S\pi r^{2}=4\pi r^{2}\epsilon \sigma T^{4}}
其中：
- 左侧代表来自太阳的输入能量
- 右手边代表从地球输出的能量，根据斯特藩-玻尔兹曼定律计算，假设模型假设温度T ，有时称为“地球的平衡温度”，这是要求解的；

- S是太阳常数——每单位面积的入射太阳辐射——约 1367 W·m -2
- {\displaystyle a}是地球的平均反照率，测量值为 0.3。 [3] [4]
- r是地球的半径——大约 6.371 × 10 6 m
- π是数学常数 (3.141. . . )
- {\displaystyle \sigma }是Stefan–Boltzmann 常数— 约 5.67 × 10 -8 J·K -4 ·m -2 ·s -1
- {\displaystyle \epsilon }是地球的有效发射率，约为 0.612

常数πr 2可以因式分解，给出
{\displaystyle (1-a)S=4\epsilon \sigma T^{4}}
再求解温度，可得：
{\displaystyle T={\sqrt[{4}]{\frac {(1-a)S}{4\epsilon \sigma }}}}
由此推出288 K（15 °C；59 °F）的表观有效平均地球温度   。 这是因为上式代表了地球（包括云层和大气）的有效辐射温度。
这个非常简单的模型很有启发性。例如，它很容易确定太阳常数变化或反照率或有效地球发射率变化对地球平均温度的影响。
地球的平均发射率很容易从现有数据中估算出来。陆地表面的发射率都在 0.96 到 0.99  的范围内（一些小的沙漠地区可能低至 0.7）。然而，覆盖地球表面约一半的云的平均发射率约为 0.5  （必须通过云绝对温度与地球平均绝对温度之比的四次方来降低）和平均云温度约258 K（−15 °C；5 °F） 。 适当考虑所有这些因素导致有效地球发射率约为 0.64（地球平均温度285 K（12 °C；53 °F） )。
这个简单的模型很容易确定太阳输出变化或地球反照率或有效地球发射率变化对地球平均温度的影响。它什么也没说，但是关于可能导致这些事情发生变化的原因。零维模型不涉及地球上的温度分布或在地球周围移动能量的因素。

## 辐射对流模型
上面的零维模型使用太阳常数和给定的平均地球温度，确定了发射到太空的长波辐射的有效地球发射率。这可以在垂直方向上细化为一维辐射-对流模型，该模型考虑了两个能量传输过程：
- 通过吸收和发射红外辐射的大气层的上升流和下降流辐射传输
- 通过对流向上传输热量（在对流层低层尤其重要）。

辐射-对流模型比简单模型具有优势：它们可以确定不同温室气体浓度对有效发射率以及表面温度的影响。但是需要添加参数来确定局部发射率和反照率，并解决在地球上移动能量的因素。
冰反照率反馈对一维辐射-对流气候模型中全球敏感性的影响。   

## 更高维度的模型
零维模型可以扩展为考虑在大气中水平传输的能量。这种模型很可能是区域平均的。该模型的优点是允许局部反照率和发射率对温度的合理依赖——可以允许两极结冰而赤道温暖——但缺乏真正的动力学意味着必须指定水平传输。 

## EMIC（中等复杂性的地球系统模型）
根据所提出问题的性质和相关的时间尺度，一方面是概念性的、更具归纳性的模型，另一方面是在当前可行的最高空间和时间分辨率下运行的大气环流模型。中等复杂性的模型弥合了差距。一个例子是 Climber-3 模型。它的大气是一个2.5维的动态统计模型，分辨率为7.5°×22.5°，时间步长为半天；海洋是 MOM-3（模块化海洋模型），具有 3.75° × 3.75° 的网格和 24 个深度层。 

## GCM（全球气候模型或大气环流模型）
通用循环模型 (GCM) 离散流体运动和能量传递的方程，并随着时间的推移整合这些方程。与更简单的模型不同，GCM 将大气和/或海洋划分为离散“单元”的网格，这些网格代表计算单元。与做出混合假设的更简单模型不同，单元内部的过程（例如对流）发生在尺度太小而无法直接解决的情况下，在单元级别进行参数化，而其他函数则控制单元之间的界面。
大气 GCM (AGCM) 模拟大气并将海面温度作为边界条件。耦合的大气-海洋 GCM（AOGCM，例如HadCM3 、 EdGCM 、 GFDL CM2.X, ARPGE-Climat) 结合了这两个模型。 1960 年代后期， NOAA地球物理流体动力学实验室 AOGCM 代表了气候模型复杂性的顶峰，并将尽可能多的过程内化。但是，它们仍在开发中，不确定性仍然存在。它们可以耦合到其他过程的模型，例如碳循环，以便更好地模拟反馈效应。这种集成的多系统模型有时被称为“地球系统模型”或“全球气候模型”。

## 研究与开发
开发、实施和使用气候模型的机构主要分为三种类型：
- 国家气象局。大多数国家气象服务都有一个气候部门。
- 大学。相关部门包括大气科学、气象学、气候学和地理学。
- 国家和国际研究实验室。例子包括国家大气研究中心（NCAR，位于美国科罗拉多州博尔德）、地球物理流体动力学实验室（GFDL，位于美国新泽西州普林斯顿）、洛斯阿拉莫斯国家实验室、哈德利气候预测和研究中心（在英国埃克塞特）、德国汉堡的马克斯普朗克气象研究所或法国的气候与环境科学实验室(LSCE) 等等。

由世界气象组织(WMO) 主办的世界气候研究计划(WCRP) 协调全球气候建模研究活动。
2012 年美国国家研究委员会的一份报告讨论了大型和多样化的美国气候建模企业如何发展以变得更加统一。 报告发现，通过开发由所有美国气候研究人员共享的通用软件基础设施，并举办年度气候建模论坛，可以提高效率。 